# Яхья Антиохийский
Яхья ибн Са’и́д ибн Яхья аль-Анта́ки, известный как Яхья́ Антиохи́йский (араб. يحيى بن سعيد الأنطاكي‎; ок. 975—1066) — арабоязычный историк на рубеже X—XI веков из сирийской Антиохии.

## Биография
Известный врач, христианин (мелкит). Родился примерно в 970-х годах в Египте, в 1014/15 году переселяется в Антиохию на севере Сирии, бывшей под властью Византии. Один из наиболее точных и осведомлённых представителей арабоязычной историографии. На основании документов, найденных им в Антиохии, составил продолжение («Тарих аз-зейль») Всеобщей истории александрийского патриарха Евтихия — «Летопись», события которой в сохранившихся до нашего времени списках и цитатах начинаются смертью Иоанна Цимисхия в 976 году и обрываются на 1031 году взятием Эдессы Георгием Маниаком. Это сочинение содержит ценные сведения по истории Византийской империи, Аббасидов и Фатимидов (особенно правления Аль-Хаким би-Амриллах), христианской церкви (патриархатов александрийского, иерусалимского, антиохийского и цареградского). Умер предположительно в 1066 году в преклонном возрасте.
Труд Яхья открыл для мира русский ориенталист В. Р. Розен в работе: «Император Василий Болгаробойца. Извлечения из летописи Яхъи Антиохийского». — СПб, 1883 г.